# Soceulia brunnea
Soceulia brunnea is een krabbensoort uit de familie van de Leucosiidae. De wetenschappelijke naam van de soort is voor het eerst geldig gepubliceerd in 1877 door Miers.